# وداع با اسلحه
وداع با اسلحه (به انگلیسی: A Farewell to Arms) رمانی نوشته ارنست همینگوی (۱۸۹۹–۱۹۶۱)، نویسنده آمریکایی و برنده جایزه نوبل ادبیات است که در سال ۱۹۲۹ منتشر شد. داستان آن دربارهٔ جوانی آمریکایی با نام فردریک هنری (Frederic Henry) است که با درجه ستوان در جنگ جهانی اول در بخش آمبولانس‌ها در ارتش ایتالیا خدمت می‌کند. عنوان آن از شعری گرفته شده که جرج پیل در سده ۱۶ میلادی سروده‌است. این کتاب به دلیل نامش، در خودکشی ارنست همینگوی می تواند یک الهام پیشین قوی واقع گردد.
در فیلم در عشق و جنگ به کارگردانی و تهیه کنندگی ریچارد اتنبرا محصول سال ۱۹۹۶، بخش‌هایی از زندگی واقعی همینگوی که در این کتاب نیز آمده‌است به‌تصویر کشیده شده‌است.
همچنین دو فیلم سینمایی به همین نام(وداع با اسلحه (فیلم ۱۹۳۲) و وداع با اسلحه (فیلم ۱۹۵۷))نیز با اقتباس از این کتاب ساخته شده است.

## داستان
جنگ جهانی اول، که در این کتاب از گوریتسیا، شهر کوچکی در شمال تریسته، در منتهی‌الیه سرحد ایتالیا به آن نگریسته شده‌است، چندان ترسناک به‌نظر نمی‌رسد و در انعکاس گنگ چند صدای توپ دوردست خلاصه می‌شود. ستوان فردریک هنری آمریکایی، که بر اثر جوانی و لاقیدی و ذوق به ورزش در ارتش ایتالیا استخدام شده‌است، در میان آمبولانس‌های خود و تالار ناهارخوری و شراب و زن زندگی بسیار مطبوعی دارد. با نزدیک شدن تدریجی زمستان صدای توپ‌ها بسیار کمتر می‌شود و درخواست مرخصی هنری را برای تمام زمستان می‌پذیرند. هنری از این فرصت برای خوش‌گذرانی در شبه جزیره استفاده می‌کند. وقتی به جبهه برمی‌گردد، با پرستاری انگلیسی با نام کاترین بارکلی (Catherine Barkley) آشنا می‌شود و تظاهر به دوست داشتن او می‌کند؛ در حالی که دروغ می‌گوید. پرستار هم تظاهر به باور کردن حرف او می‌کند؛ در حالی که چنین نیست. در خلال این احوال جنگ جان تازه می‌یابد. هنوز صحبت هنری با اطرافیانش راجع به جنگ تمام نشده‌است که می‌فهمد آن‌ها چقدر از جنگ بیزارند. در طی نبردی زخمی می‌شود. او را به بیمارستانی آمریکایی در شهر میلان منتقل می‌کنند که پرستار انگلیسی نیز به آنجا فرستاده می‌شود. او و پرستار عاشق یکدیگر می‌شوند. جراحتش به‌تدریج معالجه می‌شود. پرستار از او باردار شده و هنری باید به جبهه برگردد. در جبهه اوضاع به کلی تغییر کرده‌است و دیگر صحبت از بازی در بین نیست. همه سخت می‌جنگند. بیزاری و خستگی چنان است که خفقان می‌آورد و فلج می‌کند. سروان رینالدی، بهترین دوست هنری، شب و روز خود را به جراحی زخمی‌ها می‌گذراند و احتمال می‌دهد که سیفلیس گرفته باشد. شراب همچنان مست می‌کند؛ ولی اوضاع را بهتر نمی‌کند. هنری را به منطقه کوهستانی منتقل می‌کنند؛ هنوز به آنجا نرسیده‌است که با حمله آلمانی‌ها و اتریشی‌ها عقب‌نشینی شروع می‌شود. هنری با سه آمبولانس تحت فرمانش به عقب برمی‌گردند. در جاده چنان آشفتگی‌ای حکم‌فرماست که اتومبیل‌ها قدم به قدم پیش می‌روند. مجبور به حرکت از جاده‌های فرعی می‌شوند که آمبولانس‌ها به گل فرو می‌روند و هنری با سه سرباز تحت امرش پیاده ادامه می‌دهند. گلوله‌ای بی‌هدف از نیروهای ایتالیایی در حال عقب‌نشینی یکی از مردان او را (آیمو) می‌کشد. یکی دیگر خود را تسلیم آلمانی‌ها می‌کند. ستوان هنری و راننده باقی‌مانده، پس از مدتی راهپیمایی بی‌هدفی، جاده‌ای را پیدا می‌کنند. روی پلی، افراد دژبانی ارتش ایتالیا راه را بر افسران در حال عقب‌نشینی می‌بندند و آن‌ها را به چمنزاری می‌برند و پس از چیزی شبیه به محاکمه، تیرباران می‌کنند. هنری درست وقتی که باید در این به اصطلاح دادگاه حضور یابد، با پریدن در رودخانه خودش را نجات می‌دهد. از این لحظه به بعد، او احساس می‌کند که دیگر هیچ دِینی به ارتش ایتالیا ندارد و فراری شده و با پریدن بر قطاری باری خود را به نزد خود کاترین می‌رساند و با او از ایتالیا گریخته و به سوئیس می‌روند و در آنجا منتظر تولد فرزند خود می‌شوند اما فرزند در زایمان می‌میرد و باعث مرگ مادر می‌شود.

## پیش‌زمینه

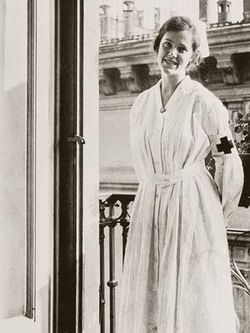
اگنس ون کوروسکی در میلان، ۱۹۱۸. همینگوی، شخصیت کاترین بارکلی را از روی کوروسکی ساخته‌است.

این کتاب بر پایهٔ تجربیات واقعی همینگوی در ارتش ایتالیا در جنگ جهانی اول نوشته شده‌است. الهام‌بخش شخصیت کاترین بارکلی، پرستاری با نام اگنس ون کوروسکی بوده‌است که در بیمارستان صلیب سرخ آمریکا در شهر میلان از همینگوی زخمی مراقبت کرده‌است. همینگوی عاشق ون کوروسکی بوده و قرار بوده با یکدیگر ازدواج کنند؛ اما به دلایلی نامشخص این اتفاق نمی‌افتد. کیتی کانل، خبرنگار مُد اهل پاریس نیز الهام‌بخش شخصیت هلن فرگوسن (Helen Ferguson) بوده‌است. کشیش داستان نیز کشیشی واقعی و ناشناخته با نام Don Giuseppe Bianchi بوده که کشیش هنگ‌های ۶۹اُم و ۷۰اُم بریگاد آنکونا بوده‌است. شخصیت اصلی رینالدی (Rinaldi) که در کتاب، دوست ستوان هنری است شناخته شده نیست؛ ولی در داستان در زمان ما اثر دیگری از همینگوی نیز حضور دارد.

## برگردان فارسی
این کتاب توسط نجف دریابندری به‌فارسی برگردانده و توسط انتشارات نیلوفر و انتشارات علمی فرهنگی چاپ شده‌است. این ترجمه جزو ترجمه‌های اولیه دریا بندری بوده‌است و وی در چاپ‌های بعدی ترجمه را مورد بازبینی قرار داد.

## محبوبیت
وداع با اسلحه به عنوان کتاب برتر در لیست‌های زیر انتخاب شده‌است:
- صد کتاب برتر تاریخ ادبیات به انتخاب انجمن کتاب نروژ
- صد رمان برتر به انتخاب کتابخانه مدرن